# Podregion Nivala–Haapajärvi
Podregion Nivala–Haapajärvi (fiń. Nivala–Haapajärven seutukunta) – podregion w Finlandii, w regionie Pohjois-Pohjanmaa.
W skład podregionu wchodzą gminy:
- Haapajärvi,
- Kärsämäki,
- Nivala,
- Pyhäjärvi,
- Reisjärvi.